# Porto do Mangue
Porto do Mangue is een gemeente in de Braziliaanse deelstaat Rio Grande do Norte. De gemeente telt 5.033 inwoners (schatting 2009).